# The Bacon Brothers
The Bacon Brothers est un groupe de rock américain, originaire de Philadelphie, en Pennsylvanie. Il est composé de l'acteur Kevin Bacon et de son frère Michael Bacon, accompagnés de quatre autres membres. Bien qu'ils aient joué ensemble de la musique depuis qu'ils sont enfants, le groupe n'a été formé qu'en 1995.
Le titre de leur premier album Forosoco, sorti en 1997, reprend les différents genres du groupe soit folk, rock, soul et country.

## Biographie
The Bacon Brothers sont originellement formés en 1994 par Kevin Bacon et son frère chanteur et guitariste Michael pour assister à un événement caritatif dans leur ville natale de Philadelphie. Pendant leur jeunesse, Kevin devient acteur et Michael se forge sa propre carrière musicale chantant pour le groupe de folk rock Good News, publiant en parallèle quelques albums en solo. Il compose ensuite pour les films et la télévision, remportant un Emmy Award pour la bande son du documentaire The Kennedys.
Après la formation du groupe en 1994, les frères recrutent le bassiste Paul Guzzone et le batteur Marshal Rosenberg et publient leur premier album studio, Forosoco, à la fin 1997. L'album est suivi par Getting there, deux ans plus tard, en été 1999. Puis sort encore en 2001 l'album Can't Complain et deux ans plus tard en 2003 l'album live intitulé Live: The No Food Jokes Tour.
En janvier 2006, les Bacon Brothers apparaissent dans un épisode de Queer Eye for the Straight Guy. L'épisode fait participer Michael Bacon comme straight guy. En 2008, Michael compose plusieurs bandes sons télévisées, dont celle des mini-séries de PBS, The Jewish Americans et The Kennedys pour lesquelles il remporte un Emmy.
En février 2009, les Bacon Brothers sont invités dans l'épisode 16 de Live From Daryl's House, un concert web de Daryl Hall. Ils y jouent quatre morceaux de leur nouvel album, des reprises et le morceau When the Morning Comes de Hall and Oates. Au début de 2009, The Bacon Brothers joue au Hard Rock Cafe. En avril 2009, ils enregistrent Private Sessions qui est diffusé sur la chaine A&E. Un nouveau single, Guilty of the Crime, duo avec The Bellamy Brothers, est publié en juin 2009. Le 27 juin 2009, The Bacon Brothers effectuent un bref concert afin de récolter des fonds pour la Love Hope Strength Foundation. L'événement est filmé et publié par un marathonien appelé Matt Carpenter sur Myspace. Plus tard dans la nuit, The Bacon Brothers jouent un concert au Denver Hard Rock Cafe, notamment aux côtés de Cy Curnin de The Fixx, et The White Buffalo.
Les 6 et 7 mai 2011, The Bacon Brothers donnent deux concerts pour un nouveau concours de design baptisé California Dream Week.

## Membres
- Kevin Bacon - guitare, voix
- Michael Bacon - guitare, voix
- Paul Guzzone - basse
- Ira Siegel - guitare
- Joe Mennonna - clavier
- Frank Vilardi - batterie

## Discographie
- 1997 : Forosoco

1. Old Guitars
2. Woman's Got a Mind to Change
3. Grey-Green Eyes
4. Only a Good Woman
5. Brown Eyes
6. Boys in Bars
7. Memorize
8. Guess Again (The KJ's Song)
9. Live With the Lie
10. Adirondack Blue
11. Rainy Day Man
12. Babies Are Born Happy
13. K9 Love

- 1999 : Getting There

1. Ten Years in Mexico
2. Arm Wrestling Woman
3. Don't Look Back
4. Getting There
5. When You Decide You've Stayed Too Long
6. T.M.I.
7. It's a Rocky Road
8. Not Born to Beauty
9. Chop Wood
10. Don't Lose Me Baby
11. Strung Out
12. July Away
13. Jersey Girl
14. City of Fear
15. Angelina

- 2001 : Can't Complain

1. Paris
2. Grace
3. Don't Leave the Lava Lamp onfor Me
4. Mother Fear
5. Sooner or Later
6. Heart Half Full
7. Can't Complain
8. Light the Way
9. Baby Steps
10. I'm So Glad I'm Not Married
11. Summer of Love (Woodstock '99)
12. She Is the Heart
13. Bus

- 2003 : Live: The No Food Jokes TourDisque 1

1. Woman's Got a Mind to Change
2. Getting There
3. Grace
4. Sooner or Later
5. Don't Lose Me Boy
6. Guess Again (KJ's Song)
7. Angelina
8. Grey-Green Eyes
9. Summer of Love (Woodstock '99)

Disque 2
1. I'm So Glad I'm Not Married
2. Memorize
3. Baby Steps
4. Only a Good Woman
5. Old Guitars
6. They Still Holler Boogie
7. Footloose
8. Everly Brothers Medley
9. Ten Years in Mexico
10. John's Song (Acoustic Version)
11. Interview With Kevin and Michael

- 2005 : White Knuckles

1. White Knuckles
2. What Am I Gonna Do?
3. Flowers
4. Good News
5. Unhappy Birthday
6. Tuesday
7. If I Needed Someone
8. Hasn't Got a Heart
9. Swing Low
10. Coffins and Cradles
11. Peace Dance
12. Get Away with It
13. John's Song

- 2010 : New Years Day

1. New Year's Day
2. Go My Way (The iPod Song)
3. Almost Got Rich
4. Bunch of Words
5. Bitter Man
6. Tell Me What I Have to Do
7. Architeuthis
8. Children
9. Eye of the Storm
10. Wild Life
11. Kikko's Song